# Basile Nikitine
Basile Nikitine (Sosnowiec, 1er janvier 1885 - Mortcerf, 7 juin 1960) est un diplomate russe orientaliste et kurdologue.

## Biographie

### Enfance et jeunesse
Basile Nikitine est né à Sostonovit, une ville polonaise, alors située dans l’Empire russe. Sa famille comptant plusieurs Orientalistes, il commence à s’intéresser à ce sujet pendant son enfance. Il effectue des voyages dans la région de la Mer Noire et dans le Caucase. Après l’obtention de son diplôme de fin d’études secondaires en 1904, Basile Nikitine voyage en Russie, où il s’inscrit à l’Institut Lazarev des langues orientales pour apprendre le persan et le turc.

### Carrière de diplomate
En 1908, il est candidat à un poste au Ministère des Affaires Étrangères à Saint-Pétersbourg. L’ayant obtenu, il travaille un an à l'Ambassade de Russie en Afghanistan, avant d’épouser une femme française.
En 1911, Basile Nikitine occupe de nouveau un poste dans une Ambassade russe, celui de Vice-Consul de Rasht, dans le Gilan en Iran. Il y étudie la question agraire et remarque que les propriétaires terriens récupèrent les taxes de l’État tout en exigeant un loyer dont le montant dépend de leur cupidité. Cette situation avait poussé beaucoup de paysans à abandonner leur village.
En 1915, il est nommé Consul de Russie à Ourmia (Iran). Il y apprend le kurde, ce qui sera déterminant pour la suite de sa carrière. C’est aussi dans cette ville qu’il organise une rencontre avec le Patriarche Assyrien Simon XXI Benjamin, qui avait accepté que les troupes assyriennes rejoignent l’Armée russe. Nikitine promet que les Assyriens se verront offrir un territoire national en Russie après la Première Guerre mondiale. Cependant, le projet n’aboutit pas car la Révolution russe ne permet pas la poursuite de discussions fructueuses. Nikitine rencontre à cette époque les français de l'ambulance alpine du Caucase à Ourmia. Ambassadeur pendant trois ans, Basile Nikitine est témoin du déroulement de la Première Guerre mondiale et de la chute de l’Empire Ottoman.

### Carrière d’essayiste
Lorsque la Révolution d’Octobre éclate et que les Tzars sont chassés du pouvoir, Basile Nikitine décide d’émigrer vers la France plutôt que de retourner en Russie. Après son installation, il quitte la vie politique et se consacre à l’écriture. Il publie plusieurs livres, principalement sur les Kurdes et les autres populations du Moyen-Orient.
Les années que Basile Nikitine a passées au Moyen-Orient lui ont une donnée une vision pointue de la question kurde. Il occupait donc une place privilégiée pour observer et comprendre le réveil du nationalisme kurde. Il a classé le développement de celui-ci en trois phases. La première phase comprend les révoltes kurdes mal organisées, dépourvue d'un véritable projet ou programme politique. Il cite comme exemples la révolte des Baban en 1806 ou celle de Bedirxan Beg. La deuxième phase est celle du début des organisations et des structures politiques modernes chez les Kurdes, au cours de la période qui court de 1880 à 1918. C'est là que naissent les premières sociétés et associations kurdes. La troisième période est celle où les organisations kurdes, comme le comité Azadî, parviennent à amener la question kurde sur la scène internationale, comme lors des négociations du Traité de Sèvres en 1920 ou lors de celles qui concernent le vilayet de Mossoul.

## Publications
- Quelques observations sur les Kurdes in Mercure de France.
- Les Valis d'Ardalan in the journal Revue de monde musulman.
- Les Kurdes et le Christianisme in the journal Revue de l'historie des religions, Paris 1922.
- La vie domestique Kurd in the journal Revue d'ethnographie et des traditions populaires, Paris 1922.
- The tale of Suto and Toto in the journal Bulletin of School of Oriental and African Studies, London 1923.
- Kurdish Stories from my collection in the journal Bulletin of School of Orient and Africa Studies, London 1926.